# ヨコスカ潮也
ヨコスカ 潮也（ヨコスカ しおや、1959年5月1日 - ）は、日本の俳優。神奈川県横須賀市出身。神奈川県立三崎水産高等学校（現：神奈川県立海洋科学高等学校）卒。
本名・旧芸名は、塩谷 幸之（しおや さちゆき）。芸名は出身地に由来。

## 人物
趣味・特技はアクション、殺陣、ボディビル、英会話、日本舞踊。
東映、ガイズエンターテイメントを経て、2004年からはタイで、プロダクション「WASABIMAN」を設立して現地で活動している。

## テレビ
- 愛は仁義
- あぶない刑事フォーエヴァー TVスペシャル'98
- ウルトラマンガイア（愚連隊）
- 往診ドクターの事件カルテ
- 勝手にしやがれヘイ!ブラザー
- 御家人斬九郎5
- 幸せづくり（ダンプカーの運転手）
- 七星闘神ガイファード（瀧）
- 追跡4
- 刑事
- 刑事貴族3
- テツワン探偵ロボタック（地獄亭ラーメン店主）
- 特捜最前線
- はみだし刑事情熱系1、3、4
- ブースカ! ブースカ!!（ミスターマヨマヨ）
- 世にも奇妙な物語

## バラエティ
- 新・タレント名鑑
- BANG! BANG! BANG!（HAAN）

## 映画
- 嗚呼!!花の応援団（平成版）（レンチ）
- あぶない刑事フォーエヴァー THE MOVIE
- あぶない刑事リターンズ
- カルロス
- 新宿純愛物語
- ビー・バップ・ハイスクール
- ファンキー・モンキー・ティーチャー
- 武闘の帝王
- べっぴんの町
- マルサの女（スーパーの店員、パチンコ屋店員）
- マルタイの女（襲撃する信者）
- 女豹（鉄の輩下）
- もっともあぶない刑事
- ラブ・ゲームは終わらない（泉功二）

## Vシネマ
- くどき屋ジョー（袋小路）
- 極道ステーキ
- 世紀末博狼伝サガ（ボディーガード）
- どチンピラ
- 日本極道史（大館）
- 本気!20 骨肉編
- 用心棒極道狩り（鮫島）

## CM
- アサヒ飲料・缶コーヒー
- エースコック